# Formica opaciventris
Formica opaciventris é uma espécie de formiga do gênero Formica, pertencente à subfamília Formicinae.